# Mahdawi
Mahdawi (en àrab: مهدوي اسلام) és una secta religiosa formada a l'Índia musulmana per Sayyid Muhammad Mahdi al-Jaunpuri (1443-1505) de Jaunpur que es va proclamar mahdí i va tenir alguns seguidors al sultanat de Gujarat, que consideraven que feia miracles com ressuscitar als morts o tornar la vista als cecs, però fou expulsat del sultanat i va morir a l'Afganistan (a Farah). Els seus seguidors el consideren la persona més important de l'islam després de Mahoma, i els dos són considerats 'masum' (معصوم) i iguals en tots els aspectes.
Els seus seguidors no foren molestats inicialment però sota Muzaffar II (1510-1526) van començar a ser perseguits i alguns executats. Aurangzeb quan fou governador d'Ahmedabad al Gujarat, va actuar contra la secta (1645) i a causa de les persecucions es van introduir a la takiyya i es van fer passar per musulmans ortodoxos i per això el seu nombre al dia d'avui és incert; n'hi ha a Gujarat, Bombai, Decan, Uttar Pradesh i Sind (aquí són anomenats zikris o dhikris). No creuen en un futuir mahdi redemptor i acusen als musulmans de no acceptar al mahdí ja vingut. Els seus temples, anomenats "daira" es fan allunyats dels centres urbans per separar als creients dels desitjos terrenals i arribar a les didar (visions de Déu).